# گذرگاه (مجموعه تلویزیونی)
گذرگاه (انگلیسی: The Crossing) یک مجموعه تلویزیونی مهیج علمی-تخیلی آمریکایی است که از شبکه ABC پخش می‌شود. این مجموعه تلویزیونی در ۲ آوریل ۲۰۱۸ آغاز به کار کرد و قسمت آخر آن در ۹ ژوئن ۲۰۱۸ پخش شد. در ۱۹ مارس ۲۰۱۸، ABC قسمت آزمایشی را در وب سایت خود منتشر کرد. این مجموعه تلویزیونی در بریتیش کلمبیا، کانادا فیلمبرداری شد. در ۱۱ مه ۲۰۱۸، ABC نمایش را پس از یک فصل لغو کرد.